# Dikasjön
Dikasjön este o arie protejată (arie specială de conservare — SAC, sit de importanță comunitară — SCI) din Suedia întinsă pe o suprafață de 4,8 ha, integral pe uscat.

## Localizare
Centrul sitului Dikasjön este situat la coordonatele 65°13′34″N 15°54′39″E / 65.2262°N 15.9107°E.

## Înființare
Situl Dikasjön a fost declarat sit de importanță comunitară în decembrie 1998 pentru a proteja 1 specie de plante și 1 specie de animale. Situl a fost protejat și ca arie specială de conservare în decembrie 2009.

## Biodiversitate
Situată în ecoregiunea alpină, aria protejată conține 4 habitate naturale: Mlaștini turboase de tranziție și turbării mișcătoare, Taiga vestică, Mlaștini alcaline, Mlaștini împădurite.
La baza desemnării sitului se află mai multe specii protejate:
- plante (1): Calamagrostis chalybaea
- nevertebrate (1): Vertigo geyeri